# 横浜環状南線
横浜環状南線（よこはまかんじょうみなみせん）は、神奈川県横浜市金沢区から神奈川県横浜市戸塚区を結ぶ自動車専用道路の事業名。横浜環状道路の南側区間であるとともに、首都圏中央連絡自動車道（圏央道、国道468号）の一部を構成する。独立行政法人日本高速道路保有・債務返済機構と東日本高速道路株式会社との協定では横浜横須賀道路の一部とされている。開通時期は未定。高速道路ナンバリングによる路線番号は、圏央道の一部を構成している釜利谷JCT - 栄IC・JCT間が「C4」、栄IC・JCT - 戸塚IC間が「E66」である。

## 概要
横浜市金沢区を走る横浜横須賀道路の釜利谷ジャンクション (JCT) より分岐して西進し、同市戸塚区の国道1号へ接続する延長約 8.9 kmの自動車専用道路である。
横浜市郊外の連絡道路という性格をもち、同時に横浜市中心部の交通渋滞の解消を目的としている。横浜環状北線が横浜市と首都高速道路株式会社の共同事業であるのに対し、横浜環状南線は国土交通省と東日本高速道路株式会社の共同事業である。全体の事業費は約4300億円。事業用地の買収率は2012年8月で約74%。2015年9月末現在で約94%。2020年4月時点で約99%。2020年11月には横浜市栄区飯島町で用地買収が難航していた個人宅について、土地収用法に基づき解体撤去する行政代執行が神奈川県によって着手された。
全体の約7割の区間が地下あるいは掘割構造となる。そのため、公田と笠間に換気所が設置される。

### 路線データ
- 道路名 : 高速横浜環状南線[4]
- 路線名 : 首都圏中央連絡自動車道（一般国道468号）[4]
- 起点 : 神奈川県横浜市金沢区釜利谷町[7]
- 終点 : 神奈川県横浜市戸塚区汲沢町[7]
- 延長 : 8.9km[7]（横浜市 8.4 km、鎌倉市 0.5 km）[4]
- 規格 : 第1種第3級[7]
- 設計速度 : 80km/h[7]
- 車線数 : 6車線[7] (栄IC・JCT−戸塚ICは暫定2車線[8])
- 幅員 : 車道部（10.5 m/3車線）×2[9]
- 都市計画道路名：横浜国際港都建設計画道路1・3・3号高速横浜環状南線/鎌倉都市計画道路1・3・1号高速横浜環状南線

## インターチェンジなど
- 全線神奈川県横浜市内に所在。
- 施設名の名称は、釜利谷ジャンクション (JCT) を除いてすべて仮称である[4]。

| IC 番号 | 施設名    | 接続路線名                              | 起点 から (km) | 備考   | 所在地 |
| ------- | --------- | --------------------------------------- | -------------- | ------ | ------ |
| 4-1     | 釜利谷JCT | E16 横浜横須賀道路                      | 0.0            | 事業中 | 金沢区 |
| -       | 公田IC    | 都市計画道路上郷公田線                  | 3.4            | 事業中 | 栄区   |
| -       | 栄IC/JCT  | C4 横浜湘南道路・都市計画道路横浜藤沢線 | 6.7            | 事業中 | 栄区   |
| -       | 戸塚IC    | 国道1号                                 | 8.9            | 事業中 | 戸塚区 |

## 歴史
- 1988年（昭和63年） : 事業化。
- 1995年（平成7年）4月 : 都市計画決定[4]。
- 1996年度（平成8年度） : 用地取得開始[4]。
- 1999年度（平成11年度） : 着工[4]。
- 2000年度（平成12年度） : 有料道路事業許可[4]。
- 2006年（平成18年） : 用地取得が5割弱完了。
- 2013年（平成25年）6月 ： 用地取得が7割完了。
- 2014年（平成26年）7月 : 用地取得率は約88％[10]。
- 2015年（平成27年）10月 : 土地収用法に基づく事業認定告示。
- 2015年（平成27年）12月：用地取得率は約95％。
- 2017年（平成29年）3月：用地取得率は約97％[11]。
- 2018年（平成30年）12月：用地取得率は約99％[11]。
- 2021年（令和3年）1月 : 桂台トンネルの掘進を開始。
- 2021年（令和3年）11月 : 公⽥笠間トンネルの掘進を開始。
- 2022年（令和4年）9月: 桂台トンネル上り線の掘進が完了[12]。
- 2023年（令和5年）6月: 公⽥笠間トンネル下り線の掘進が完了[12]。

### 開通予定年度
- 未定 : 釜利谷JCT - 戸塚IC[3]